# Ana Feijóo
Ana María Feijoo Casado (Valladolid, 1947) es una archivera española que desarrolló la mayor parte de su trayectoria profesional en archivos públicos de Castilla y León. Entre los cargos que ha desempeñado, destaca el de Directora del Archivo Histórico Municipal de Valladolid entre 1998 y 2013.

## Trayectoria profesional
En el año 1986, aprobó las oposiciones e ingresó en el Cuerpo Facultativo de Archiveros, Bibliotecarios y Arqueólogos (Sección Archivos) del Estado.
Su primer destino fue el Archivo Histórico Provincial de Lugo, donde ejerció de Directora de mayo a junio de 1986. En poco tiempo regresó a Castilla y León para hacerse cargo el 1 de julio de 1986 de la Jefatura de la Sección de Documentación, Biblioteca y Archivo de la Consejería de Presidencia de la Junta de Castilla y León. Desde ese puesto comenzó a organizar la documentación que se estaba produciendo con el nacimiento de la Comunidad Autónoma, que cristalizaría en la creación, pocos meses después, del Archivo Central de la Administración de la Comunidad de Castilla y León que constituiría el germen del actual Archivo General de Castilla y León.
El 1 de enero de 1994 fue nombrada Subdirectora del Archivo de la Real Chancillería de Valladolid, puesto desde el que impulsó la implantación de las herramientas informáticas para sustituir las formas de trabajo con las que se venían haciendo tradicionalmente las tareas de descripción archivística y la gestión de usuarios. Permaneció en dicho cargo hasta su toma de posesión como Directora del Archivo Municipal de Valladolid, en 1 de septiembre de 1998. Durante su carrera profesional ha sido también vocal en el Consejo de Archivos de Castilla y León y miembro de la Mesa de Trabajo de Archivos de la Administración Local.
Se jubiló en 2013, recibiendo el homenaje de la Asociación de Archiveros de Castilla y León a su actividad profesional por ser parte "de la primera gran generación de los archivos de Castilla y León" y por "todos sus años de esfuerzo apoyando a los archivos y a los archiveros y dotarlos de mayor presencia social". En 2016 fue finalista del Premio ACAL a la mejor labor profesional en Castilla y León.

## Dirección del Archivo Municipal de Valladolid
En su etapa como Directora del Archivo Municipal de Valladolid (1998-2013), gestionó el traslado del mismo a su actual sede, en el edificio de la vallisoletana Iglesia de San Agustín y su reglamentación como unidad al servicio de la corporación municipal y de los ciudadanos, a través de su Reglamento aprobado en el año 2000.
El archivo fue pionero en Castilla y León en el ámbito de la valoración archivística, siendo el primer archivo municipal de la región en presentar calendarios de conservación en la Comisión Calificadora de Documentos de Castilla y León en el año 2005. La aprobación de las series presentadas fue ratificada, junto con la de otras series de archivos autonómicos, el 30 de mayo de 2006 por la Consejería de Cultura y Turismo.
Durante la gestión de Ana Feijoo se impulsó el papel del archivo en la transformación digital del Ayuntamiento, así como la apertura de los fondos del archivo a la ciudadanía a través de Web y la aprobación de una carta de servicios como compromiso de calidad.

## Asociacionismo
Fue vocal durante muchos años y presidenta de la Asociación para la Defensa y Conservación de los Archivos (ADCA), gestionando múltiples programas de descripción, conservación y difusión del patrimonio documental tanto en archivos públicos como en privados. Ha pertenecido también a la Asociación Nacional de Archiveros, Bibliotecarios, Arqueólogos y Documentalistas (ANABAD) desde 1987 y a la Asociación de Archiveros de Castilla y León (ACAL), siendo durante varios años vocal en su Junta Directiva.

## Producción bibliográfica
Ha participado en congresos y encuentros de profesionales, como el Primer Congreso de Archivos de Castilla y León celebrado en Zamora el 27 de febrero de 1992 o el Congreso Internacional de Archivos Municipales celebrado en Valladolid del 10 al 14 de marzo de 2003 dentro de la Sección de Archivos Municipales del Consejo Internacional de Archivos, que organizó el propio Archivo Municipal de Valladolid.
Cuenta, asimismo, con multitud de publicaciones, destacando la Guía de Información del Fondo Documental de la Junta de Castilla y León de 1990, la Guía del Archivo de la Real Chancillería de Valladolid del año 1998, una de las primeras guías en aplicar la norma internacional archivística ISAD(G), así como colaboraciones en revistas profesionales tales como el Boletín de ANABAD, Archivamos: Boletín de ACAL, Tabula, la Revista General de Información y Documentación de la Escuela de Biblioteconomía y Documentación de la Universidad Complutense de Madrid, etc.